# Pseudopolydora orientalis
Pseudopolydora orientalis är en ringmaskart som först beskrevs av Annenkova 1937.  Pseudopolydora orientalis ingår i släktet Pseudopolydora och familjen Spionidae. Inga underarter finns listade i Catalogue of Life.